# Рисанкізумаб
Рисанкізумаб, що продається під торговою маркою Skyrizi ([скайрізі]), є гуманізованим моноклональним антитілом, яке використовується для лікування бляшкового псоріазу, псоріатичного артриту, хвороби Крона та виразкового коліту.   Його мішенню є інтерлейкін 23A (IL-23A).    Вводиться шляхом підшкірної ін'єкції. 
Найпоширенішими побічними ефектами є інфекції верхніх дихальних шляхів (інфекція носа та горла). 
Рисанкізумаб дозволено для медичного використання в Європейському Союзі,  Сполучених Штатах,   Канаді  та Японії.  . Виробляється американською фармацевтичною компанією AbbVie Inc.

## Медичне використання
Рисанкізумаб показаний для лікування бляшкового псоріазу, псоріатичного артриту, хвороби Крона та виразкового коліту.   В Японії він також показаний для лікування генералізованого пустульозного псоріазу та еритродермічного псоріазу. 

## Несприятливі реакції
Були зареєстровані реакції у місці ін’єкції, такі як почервоніння та біль, але вони є рідкісними, приблизно в 0,8% випадків. 
Skyrizi може викликати різні побічні ефекти - від легких до серйозних. Ось огляд найбільш поширених та важливих несприятливих реакцій:

### Поширені побічні ефекти
Інфекції верхніх дихальних шляхів (наприклад, застуда, синусит); головний біль; втома; реакції в місці ін'єкції (біль, почервоніння, свербіж); грибкові інфекції шкіри (наприклад, стопа атлета); біль у суглобах; біль у животі; анемія; висип.

### Серйозні побічні ефекти

#### Серйозні алергічні реакції
Симптоми можуть включати: набряк обличчя, губ, язика або горла; утруднене дихання; запаморочення, непритомність; кропив'янка, сильний свербіж.

#### Серйозні інфекції
Skyrizi може знизити здатність імунної системи боротися з інфекціями. Симптоми, про які слід повідомити лікаря: гарячка, озноб; кашель, задишка; кров у мокротинні; біль у м'язах; діарея або біль у животі; 

#### Проблеми з печінкою
Особливо у пацієнтів із запальними захворюваннями кишечника. Симптоми: нудота, блювота; біль у животі; втома; пожовтіння шкіри або очей; темна сеча

#### Додаткова інформація
Перед початком лікування необхідно пройти обстеження на туберкульоз. Лікар буде контролювати функцію печінки під час лікування. 

## Історія
У квітні 2019 року Управління з продовольства і медикаментів США (FDA) схвалило ризанкізумаб для лікування середнього та важкого бляшкового псоріазу   
FDA схвалило ризанкізумаб на основі даних, отриманих переважно з п’яти клінічних випробувань за участі 1606 учасників із помірним або важким бляшковим псоріазом.  Випробування проводилися в Азії, Канаді, Європі, Мексиці, Південній Америці та Сполучених Штатах. 
У червні 2024 року FDA схвалила ризанкізумаб для дорослих із середньою та важкою формами виразкового коліту .  

## Клінічні дослідження

### Псоріаз
У першій фазі клінічного дослідження 39 пацієнтів отримували одноразову дозу ризанкізумабу, 18 із яких отримували препарат внутрішньовенно, 13 – підшкірно, а 8 – плацебо. Було кілька випадків, коли несприятливі ефекти лікування мали місце, але з однаковою частотою для плацебо та експериментальних груп. Чотири серйозні несприятливі явища виникли у пацієнтів, які отримували ризанкізумаб, і всі вони не були пов’язані з лікуванням. Рисанкізумаб асоціювався з клінічним покращенням у осіб, які отримували препарат, починаючи з 2-го тижня, яке зберігалося протягом 66 тижнів після лікування. На 12-му тижні лікування 87%, 58% і 16% пацієнтів, які отримували ризанкізумаб, незалежно від дози відповідно, досягли зниження індексу площі та тяжкості псоріазу (PASI) на 75%, 90% і 100%. У пацієнтів, які отримували ризанкізумаб, спостерігалася значна кореляція між молекулярними змінами, пов’язаними з лікуванням, і покращенням PASI. 
Дієвість, безпека та переносимість були додатково досліджені в III фази, яка включала чотири клінічні дослідження, у яких порівнювали ризанкізумаб з устекінумабом, адалімумабом і плацебо при бляшковому псоріазі. Результати цих досліджень підтвердили дієвість і переносимість ризанкізумабу. 